# ISO 15489
La norma UNE/ISO 15489 és una norma d'estandardització de la gestió documental i implementació d'un sistema de gestió integral, basada en la metodologia arxivística, i adreçada a qualsevol organització que vulgui millorar la seva gestió documental o implementar la norma ISO 9000/9001 o ISO 30300. No es limita únicament a la gestió de documents en paper, sinó que també inclou documents electrònics i estableix els requisits bàsics perquè les organitzacions, siguin públiques o privades, puguin establir un marc de bones pràctiques per a millorar de forma sistemàtica i efectiva la creació i manteniment dels seus documents, amb finalitats d'ús intern o de consulta per persones terceres.
La norma conté dues parts independents. La primera (ISO 15489-1) fa referència als principis generals d'un sistema de gestió documental; la segona (ISO 15489-2), és un informe pràctic que recull mètodes i consells per aplicar la norma correctament. Va ser publicada per l'Organització Internacional per a l'Estandardització (ISO) l'any 2000. El 2 de juliol del 2008 el Departament de Cultura va presentar la versió catalana de la norma.

## Antecedents
La norma ISO 15489, té l'origen en la norma australiana AS4390 publicada l'any 1996. A partir d'aquesta, els arxius nacionals d'Austràlia van poder desenvolupar una metodologia i un disseny d'un sistema de gestió documental integral. Inicialment la norma era concebuda per a la documentació en paper, seguint el model australià, però ràpidament el Comitè Tècnic 46, de l'ISO, va ampliar-la a la documentació electrònica que començava a ser present.

## Principis de la normativa
L'ISO 15489, inclou els següents aspectes de la gestió documental en una organització:
- Establiment de polítiques i normes de gestió
- Assignació de responsabilitats i competències concretes en la matèria
- Establiment de procediments i directrius en gestió de documents
- La prestació de serveis relacionats amb la gestió i el seu ús.
- El disseny, la implementació i l'administració de sistemes especialitzats de gestió de documents
- La integració de gestió de documents en els sistemes i processos de l'organització.
- Gestió de documents digitals i físics
- Gestió de metadades
- Preservació digital a llarg termini
- Governança de la informació

### Característiques de la norma: ISO 15489-1
La norma té un seguit de requeriments per a un sistema de gestió documental eficient: fiabilitat, integritat, conformitat, exhaustivitat i caràcter sistemàtic. A més, ha de ser complementària a altres normes ISO de gestió, com ara la 30300 que estableix els objectius d'un Sistema de Gestió de Documents (SGD).
Es busca la integració de tots els documents, siguin de format tradicional o electrònic, en un únic sistema de gestió. S'han d'establir criteris sobre quins documents cal preservar i amb quins requisits. I s'ha de determinar els aspectes de la gestió i producció de documents: incorporació, registre, classificació, codificació, emmagatzematge, ús, accés, i conservació.
Les organitzacions han de crear i mantenir documents autèntics, fiables, íntegres i usables. Per a desenvolupar aquestes tasques amb eficiència, cal dur a terme un programa de gestió documental que doni resposta a les necessitats de l'organització. La norma ISO 15489, dona eines, processos i tecnologia per a atènyer aquest objectiu amb eficiència.
La norma també indica com han de ser els documents d'un sistema de gestió:
- Han d'incloure les metadades necessàries per identificar de manera fidedigna el document. El document ha d'estar associat permanentment a les seves metadades
- Ha de ser un document autèntic que se'n pugui provar l'autoria.
- Ha de ser fiable, és a dir, el contingut del document és una representació completa i precisa de les operacions, activitats o fets del qual se'n dona testimoni.
- Ha de ser íntegre i protegit contra modificacions no autoritzades i s'ha d'especificar en quins casos és possible modificar un document després de la seva creació i quins no.
- Els documents han d'estar disponibles perquè puguin ser localitzats, recuperats, presentats, i interpretats.

Perquè els documents compleixin aquests requisits la mateixa norma estableix que les organitzacions han de desenvolupar un programa de gestió que permeti decidir la forma i estructura dels documents, identificar les metadades associades als documents, determinar els requisits d'accés, ús i transmissió de documents, així com la seva conservació.

#### Beneficis de la implementació
- Millora de l'eficiència: Optimització dels processos de cerca, recuperació i gestió de documents.
- Reducció de costos: Minimització de les debeses asossiades a l'emmegatzematge i gestió de documents.
- Major seguretat: Protecció de la informació confidencial i compliment de les normativas legals.
- Millora de la presa de decisions: Facilitació de l'accés a la informació rellevant.

### Aplicació de la norma: ISO 15489-2
La normativa també planteja una metodologia concreta per a la implementació dels sistemes de gestió. Aquesta metodologia d'origen australiana és basada en l'aplicació de vuit accions diferents:
La primera d'aquestes accions és la investigació preliminar que consisteix a recopilar informació, identificar i documentar l'estructura, marc legal i normatiu, l'àmbit polític i econòmic i les fortaleses i debilitats de l'organització amb relació a la gestió de documents. Seguidament l'organització ha d'analitzar les activitats i funcions que desenvolupa. S'ha d'identificar, analitzar i documentar el flux dels processos de gestió i les operacions que comporten cada un.
S'ha d'analitzar els requisits i les necessitats de la informació, activitats i funcions de l'organització per determinar com resoldre aquestes necessitats mitjançant processos de gestió de documents. S'ha d'establir l'estructura de cada tipus de document segons les funcions activitats i processos. Si ja existeixen sistemes de gestió, s'han d'analitzar i avaluar per comprovar el grau de compliment dels requisits.
L'establiment d'«estratègies ben organitzades» i orientades al compliment dels requisits ajudaran en la implementació del sistema de gestió. Aquestes estratègies s'han de seleccionar en funció del nivell de risc derivat d'un incompliment d'un determinat requisit. A l'hora de dissenyar el sistema, l'organització s'ha d'assegurar que no dificulta els processos ja existents, i, si és necessari, caldrà avaluar-ne i redissenyar els processos per tal d'aplicar el sistema correctament.
Per a aplicar un sistema de gestió, és necessari fer-ho de manera escalonada i controlar la seva integració en els altres processos de l'organització. Un cop implementat, s'haurà d'avaluar el seu funcionament i establir un règim de supervisió contínua per a millorar-lo.